# Su-57
Su-57, PAK FA (ros. Pierspiektiwnyj Awiacyonnyj Kompleks Frontowoj Awiacyi, kod NATO – Felon) T-50 (oznaczenie producenta) – rosyjski samolot myśliwski piątej generacji, który jest odpowiedzią na amerykański program ATF i samolot przewagi powietrznej F-22 Raptor.
Po rozpadzie ZSRR, głównie z powodu braku funduszy oraz zakończenia zimnej wojny, praktycznie wstrzymano finansowanie i rozwój radzieckiego/rosyjskiego samolotu 5. generacji MFI, opracowanego przez biuro projektowe imienia Mikojana i Guriewicza. Samolot noszący oznaczenie MiG 1.44 był ciężkim myśliwcem o układzie kaczka, pod względem własności stealth był zaprojektowany jako samolot o zmniejszonej wykrywalności i bardziej podobny do europejskiego Typhoona niż amerykańskiego F-22. Samolot wykonał jedynie kilka lotów próbnych. Konkurencyjne biuro im. Pawła Suchoja, mimo iż przegrało konkurs, ze względu na eksportowy sukces Su-27 miało fundusze na kontynuowanie programu S-37.
Obydwie koncepcje zostały jednak porzucone i w 2002 roku rozpisano nowy przetarg, którego zwycięzcą zostało biuro im. Suchoja. Rosyjskie siły powietrzne przewidywały swoje zapotrzebowanie na nowy myśliwiec na około 180 samolotów. Miały one być uzupełnione przez Su-35S, jak i nowy lekki samolot wielozadaniowy, którego opracowanie z wykorzystaniem technologii programu PAK-FA zapowiedziano na kilka lat po wprowadzeniu do produkcji T-50.

## Historia

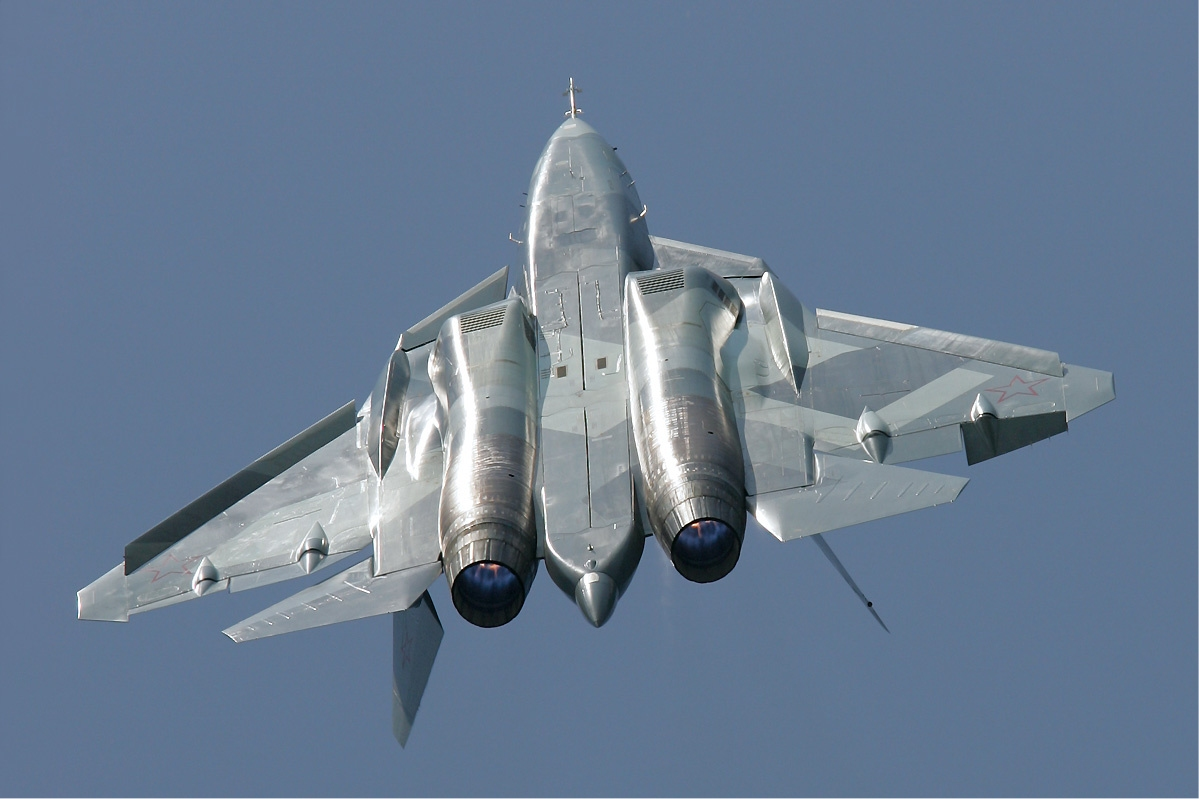
Prototyp T-50

24 stycznia 2010 roku odbyły się testy kołowania pierwszego prototypu. Oblot myśliwca nastąpił 29 stycznia 2010 roku na lotnisku fabrycznym KnAAPO w Komsomolsku nad Amurem (pilot Siergiej Bogdan). Drugi lot miał miejsce 6 lutego 2010 roku, a trzeci 12 lutego 2010 roku. 3 marca 2011 oblatano drugi prototyp. W tym miesiącu też pierwszy prototyp przekroczył prędkość dźwięku. Do 2013 roku wyprodukowano 5 latających prototypów. Samolot PAK FA nosi fabryczne oznaczenie Suchoj T-50. Rosyjskie wojska lotnicze nadały mu w 2017 roku oznaczenie Su-57.
W 2013 roku rozpoczęto produkcję dalszych prototypów w celu opracowania nowego typu uzbrojenia i wprowadzenia jeszcze pewnych zmian konstrukcyjnych. Pomiędzy 2015 a 2017 rokiem wprowadzono zmiany w konstrukcji płatowca, na skutek problemów z pierwszymi prototypami, m.in. pękania. Łącznie do 2017 roku wyprodukowano 8 latających prototypów, nie licząc samolotów do prób naziemnych. Prototyp T-50-9 z kwietnia 2017 roku otrzymał jako pierwszy komplet sensorów celowniczych przewidzianych dla wersji produkcyjnej. W 2016 roku podano, że po raz pierwszy wystrzelono uzbrojenie z komory wewnętrznej. W czerwcu 2019 roku, podczas odbywającego się w Kubince pod Moskwą Międzynarodowego Forum Wojskowo-Technicznego Armia-2019, rosyjskie Ministerstwo Obrony podpisało umowę na dostawę 76 maszyn Su-57, z terminem realizacji do 2028 roku. Produkcja kolejnej serii myśliwców „drugiego etapu” z nowymi silnikami „produkt 30” (izdielije 30) ma się rozpocząć po 2020 roku.
W 2018 roku amerykańscy eksperci wojskowi poinformowali o zaniechaniu wprowadzenia Su-57 do produkcji seryjnej z powodu trudności technicznych z jego wytwarzaniem. Pomimo tych informacji, prace nad wdrożeniem Su-57 trwały w dalszym ciągu. W lutym 2018 roku cztery Su-57 brały udział w lotach testowych w warunkach bojowych w Syrii, atakując cele naziemne pociskami kierowanymi; ponownie były tam użyte w 2019 roku. W czerwcu 2019 roku pojawiły się informacje o zawarciu umowy pomiędzy firmą Suchoj a rosyjskim ministerstwem obrony na dostarczenie do 2028 roku, 76 myśliwców Su-57. W grudniu 2019 roku poinformowano o postępach podczas testowania myśliwców z silnikami „produkt 30” (izdielije 30). 24 grudnia 2019 roku miała miejsce pierwsza katastrofa myśliwca Su-57 – pierwszego seryjnego egzemplarza, jeszcze przed przekazaniem armii – podczas lotu testowego 111 km od lotniska w Komsomolsku nad Amurem.
Według niepotwierdzonych niezależnie informacji władz rosyjskich, kilka samolotów Su-57 zostało użytych w wielokrotnych wylotach w celu zwalczania ukraińskich systemów obrony powietrznej podczas inwazji Rosji na Ukrainę w pierwszej połowie 2022 roku. W 2022 roku pierwsze sześć samolotów przekazano do pułku myśliwskiego, rozpoczynając przezbrajanie na ten typ samolotu, a wcześniej już samoloty trafiły do ośrodków szkolnych w celu przeszkalania pilotów. 22 marca 2023 roku Rosja podała, że rozpoczęto liniową eksploatację Su-57 w nieujawnionym pułku Wschodniego Okręgu Wojskowego, prawdopodobnie 23. Gwardyjskim Pułku Myśliwskim na lotnisku Dziomgi, sąsiadującym z zakładami produkującymi samolot. W nocy 7/8 czerwca 2024 roku jeden samolot Su-57 został uszkodzony przez ukraińskie drony w ataku na bazę lotniczą w Achtubinsku.

## Konstrukcja

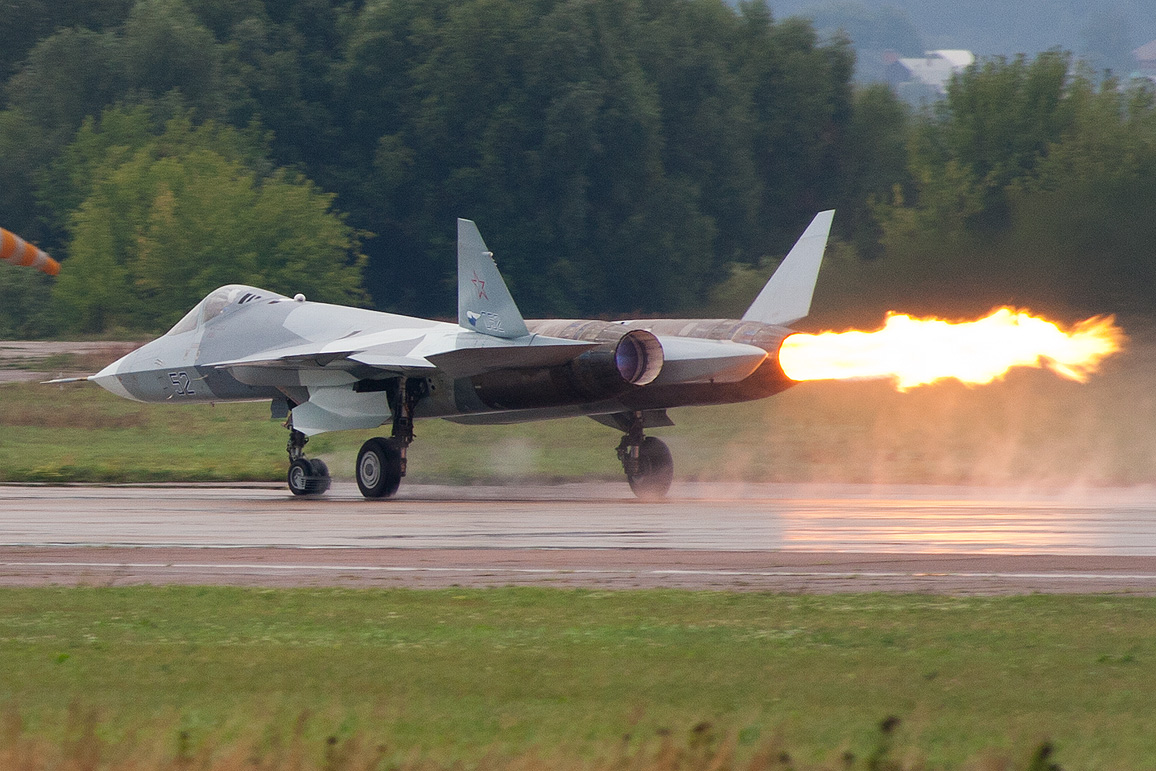
Niepożądany pompaż w Su-57

Su-57 jest dwusilnikowym górnopłatem w układzie klasycznym z dodatkowymi powierzchniami sterowymi umieszczonymi na krawędzi natarcia tuż nad wlotami silników.
Samolot ma 12 ruchomych powierzchni sterowych. Podobnie jak w przypadku Su-27 i MiG-29 ma najprawdopodobniej samonośny kadłub wytwarzający dodatkową siłę nośną. Podobnie jak Su-27, i w przeciwieństwie do F-22 i F-35, Su-57 ma regulowane wloty powietrza umieszczone pod kadłubem z dodatkowymi „skrzelami” podobnymi do tych zastosowanych w Su-27 w dolnej części wlotu. Takie ich umieszczenie sprawia, iż przy manewrach z dużymi kątami natarcia powietrze na wlocie jest niejako prowadzone przez kadłub i zachowuje się tak, jakby wpadało pod około dwa razy mniejszym kątem. Zapobiega to zaburzeniom przepływu i spadkowi ciągu samolotu przy gwałtownych manewrach.
Wlot jest stosunkowo mało zakrzywiony i nie ukrywa całkowicie łopatek sprężarki przed promieniami radaru. Powyższe rozwiązanie jest przeciwieństwem zastosowanego w F-22, zapewnia lepsze osiągi przy szerokim zakresie prędkości, lecz zwiększa SPO samolotu. Samolot posiada skrzydła delta o skosie około 46 stopni. Na długości około 90% krawędzi natarcia skrzydeł znajdują się klapy bojowe, których celem jest zmiana kształtu profilu i poprawa opływu górnej powierzchni skrzydła pod dużymi kątami natarcia oraz dostosowanie kształtu do aktualnej prędkości samolotu. Lotki wykorzystywane są tylko przy starcie i lotach z małymi prędkościami. Klapolotki służą do zwiększenia siły nośnej i obrotu przy dużych prędkościach. Podwójne usterzenie pionowe, wychylone symetrycznie zastępuje hamulce aerodynamiczne.
Powierzchnia skrzydeł to 78,8m², co przy masie bojowej 28 800 kg daje niewielkie, jak na samolot w układzie klasycznym, obciążenie ok. 365 kg/m² nieco mniejsze od Su-27 (378) i F-22 (375).
Układ samolotu przypomina Su-27 z silnikami umieszczonymi pod kadłubem, z tym że w Su-57 silniki rozstawiono szerzej, aby otrzymać miejsce na komory uzbrojenia. Szeroko rozstawione silniki o sterowanym wektorze ciągu umożliwiają dodatkową kontrolę obrotu wzdłuż osi podłużnej oraz zmianę kierunku lotu.
W docelowej konfiguracji, wprowadzonej na prototypie T-50-9, samolot ma otrzymać system radioelektroniczny Sz121, składający się ze stacji radiolokacyjnej N036 Biełka i systemu walki radioelektronicznej L402 Gimałai. Cechą radaru jest to, że posiada on aż pięć anten z aktywnym skanowaniem elektronicznym, obserwujących przestrzeń w zakresie 270° przed samolotem. Przednia owalna antena N036, pracująca w paśmie X (3 cm), o szerokości ok. 90 cm, ukryta jest w nosie kadłuba i nachylona o ok. 15° do góry. Po bokach nosa w dolnej części znajdują się dwie anteny obserwacji bocznej N036B, pracujące w paśmie X. Pozostałe dwie anteny N036L znajdują się w krawędziach natarcia skrzydeł i pracują w paśmie L (10-centymetrowym) fal elektromagnetycznych, przez co nadają się lepiej do wykrywania samolotów o cechach obniżonej wykrywalności, aczkolwiek bez dokładności wymaganej dla celowania. Samolot ma ponadto system optoelektroniczny 101KS Atoll, obejmujący przedni celownik na podczerwień przed kabiną pilota, cztery czujniki ultrafioletowe wokół samolotu ostrzegające o ataku pociskami rakietowymi i dwie stacje zakłóceń przeciw pociskom samonaprowadzającym się na podczerwień.
Samolot ma zostać wyposażony w zupełnie nową zintegrowaną awionikę o modularnej konstrukcji zapewniającej łatwą modyfikację i rozszerzenia, o nazwie IMA BK (Integrirowannaja modulnaja awionika bojewych kompleksow). System odpowiada za połączenie i sterowanie wszystkimi kluczowymi systemami i czujnikami samolotu w tym radiolokatorem oraz systemami nawigacji i łączności.
Aby zapewnić jak największe bezpieczeństwo, awionikę oparto na własnym, całkowicie nowym rosyjskim systemie operacyjnym. Ma to zapewnić niezależność i ochronę przed możliwością ataków z zewnątrz. Oprogramowanie (FGFA) ma obecnie ok. 4 mln linii. O wysokiej jakości rosyjskiego systemu operacyjnego ma świadczyć jego wybór do programu rosyjsko-indyjskiego samolotu nowej generacji zamiast systemów amerykańskich jak VxWorks czy Integrity.
System oparty jest na rodzimym rosyjskim czterordzeniowym procesorze, a do transmisji danych ma wykorzystywać włókna optyczne. Dane prezentowane są na dwóch wyświetlaczach wielofunkcyjnych o dużych przekątnych. Udało się również znacząco zmniejszyć masę, która ma być dwukrotnie mniejsza niż masa starszego Bagiet-53-31M.

### Obniżona wykrywalność
Założeniem programu konstrukcyjnego PAK-FA, w wyniku którego opracowany został Su-57, było skonstruowanie samolotu o obniżonej wykrywalności, zwłaszcza w zakresie stealth radarowego. W opracowanej konstrukcji, czołowy przekrój radarowy czynny (RCS) wynosi 0,5 do 1 m², co jest przekrojem zbliżonym do RCS amerykańskiego Boeing F/A-18E/F Super Hornet 4. generacji bez podwieszonego uzbrojenia, i około 5000 razy większym od Lockheed Martin F-22 Raptor.

## Udział Indii w programie
Udział Indii w programie PAK FA podyktowany był możliwością współpracy przemysłu indyjskiego przy jego przyszłej budowie, transferu rosyjskiej technologii oraz przyczynami politycznymi. W początkowej wersji indyjscy specjaliści mieli uczestniczyć w pracach nad PAK-FA i finansować połowę kosztów. Rosjanie jednak opracowali samolot sami, co uniemożliwiło korzystną dla Indii współpracę. W późniejszym okresie przewidywano udział Hindusów przy opracowywaniu Indyjskiej dwuosobowej wersji HAL FGFA i ograniczenie indyjskiego udziału kosztów do 1/4 kosztu całego programu. Samoloty w tej wersji miały posiadać nierosyjską awionikę. Ostatecznie jednak z powodu niespełniania przez nową konstrukcję indyjskich wymagań w zakresie technologii stealth, po zainwestowaniu miliardów dolarów Indie opuściły wspólny rosyjsko-indyjski program samolotu 5. generacji FGFA, mającego być ulepszoną wersją Su-57.

## Udział Brazylii w programie
Brazylia podpisała porozumienie o współpracy w opracowaniu myśliwca piątej generacji na bazie PAK FA, wymianie technologicznej i pomocy ze strony Rosji w budowie rakiet zdolnych do wynoszenia dużych satelitów na orbitę.